# رابین رید
رابین رید (انگلیسی: Robin Reed؛ ۲۰ اکتبر ۱۸۹۹ – ۲۰ دسامبر ۱۹۷۸) کشتی‌گیر اهل ایالات متحده آمریکا بود.
وی در مسابقات سبک‌وزن کشتی آزاد بازی‌های المپیک تابستانی ۱۹۲۴ برندهٔ ۱ مدال طلا شد.